# 旭町 (栃木市)
旭町（あさひちょう）は、栃木県栃木市の地名。全域で住居表示を実施している。郵便番号は328-0035。
　

## 地理
栃木地域栃木地区の中央部、中心市街地の東部に位置し、南部を巴波川が流れる。北で万町、東で本町、南で河合町・城内町、西で倭町・室町と隣接する。
栃木市栃木文化会館や栃木市栃木図書館をはじめとした文教施設や、定願寺や満福寺、栃木郷の総鎮守で「栃木のお伊勢さま」と呼ばれる神明宮など神社仏閣の集積がみられる。また、小山街道（栃木県道31号栃木小山線旧道）沿いには宇都宮地方裁判所栃木支部が置かれている。

### 河川
- 巴波川

## 歴史
もとは栃木町大字栃木字旭町の一部であり、市制施行時の大字の廃止に伴い栃木市旭町となった。かつては栃木刑務所、栃木労働基準監督署があったが、1979年（昭和54年）に栃木刑務所が惣社町へ移転した。刑務所跡地には、1983年（昭和58年）に栃木市文化会館（現・栃木市栃木文化会館）、1986年（昭和61年）に栃木市図書館（現・栃木市栃木図書館）がそれぞれ開館した。また、栃木労働基準監督署も沼和田町へ移転した。

### 沿革
- 1937年（昭和12年）4月1日 - 市制施行と同時に栃木町大字栃木字旭町に字川島、高田の各一部をそれぞれ編入し、栃木市旭町となる。
- 1963年（昭和38年）8月1日 - 住居表示の実施により、東町、本町の一部をそれぞれ編入する。
- 1979年（昭和54年）8月 - 栃木刑務所が惣社町に移転する。
- 1983年（昭和58年）10月1日 - 栃木市文化会館（現・栃木市栃木文化会館）が開館する。
- 1986年（昭和61年）2月8日 - 栃木市図書館（現・栃木市栃木図書館）が開館する。

### 世帯数と人口
2017年（平成29年）8月31日現在の世帯数と人口は以下の通りである。
| 町丁 | 世帯数  | 人口    |
| ---- | ------- | ------- |
| 旭町 | 508世帯 | 1,069人 |

### 人口の変遷
総数 [戸数または世帯数：  、人口：  ]
| 1950年（昭和25年） | 475世帯 2,122人 |
| 1983年（昭和58年） | 620世帯 2,153人 |
| 2010年（平成22年） | 502世帯 1,265人 |
| 2017年（平成29年） | 500世帯 1,073人 |

## 交通

### バス
蔵の街観光バス
■蔵の街循環「のらっせ号」
- (5) 文化会館前

### 道路
県道
- 栃木県道31号栃木小山線（小山街道）

## 学区
市立小・中学校に通う場合、学区は以下の通りとなる。
| 番地       | 小学校                 | 中学校               |
| ---------- | ---------------------- | -------------------- |
| 一部       | 栃木市立栃木中央小学校 | 栃木市立栃木南中学校 |
| その他全域 | 栃木市立栃木第四小学校 | 栃木市立栃木南中学校 |